# Даєрга
Да́єрга (рос. Даерга) — село у складі Нанайського району Хабаровського краю, Росія. Входить до складу Найхінського сільського поселення.

## Населення
Населення — 801 особа (2010; 941 у 2002).
Національний склад (станом на 2002 рік):
- нанайці — 67 %
- росіяни — 28 %